# Festuca sanjappae
Festuca sanjappae är en gräsart som beskrevs av Chandra Sek. och S.K.Srivast. Festuca sanjappae ingår i släktet svinglar, och familjen gräs. Inga underarter finns listade i Catalogue of Life.